# Zbarazj

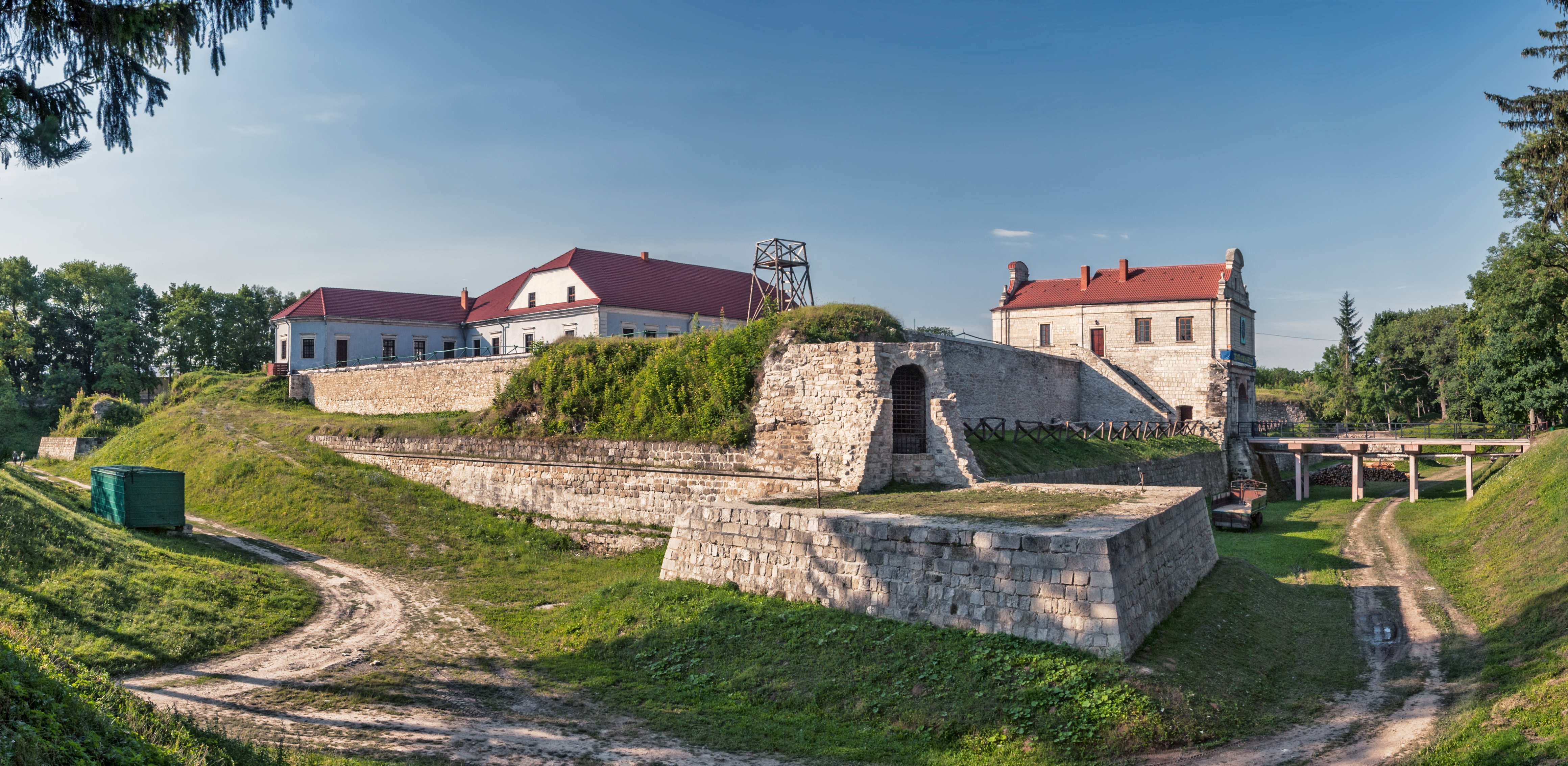
Borgen i Zbarazj.

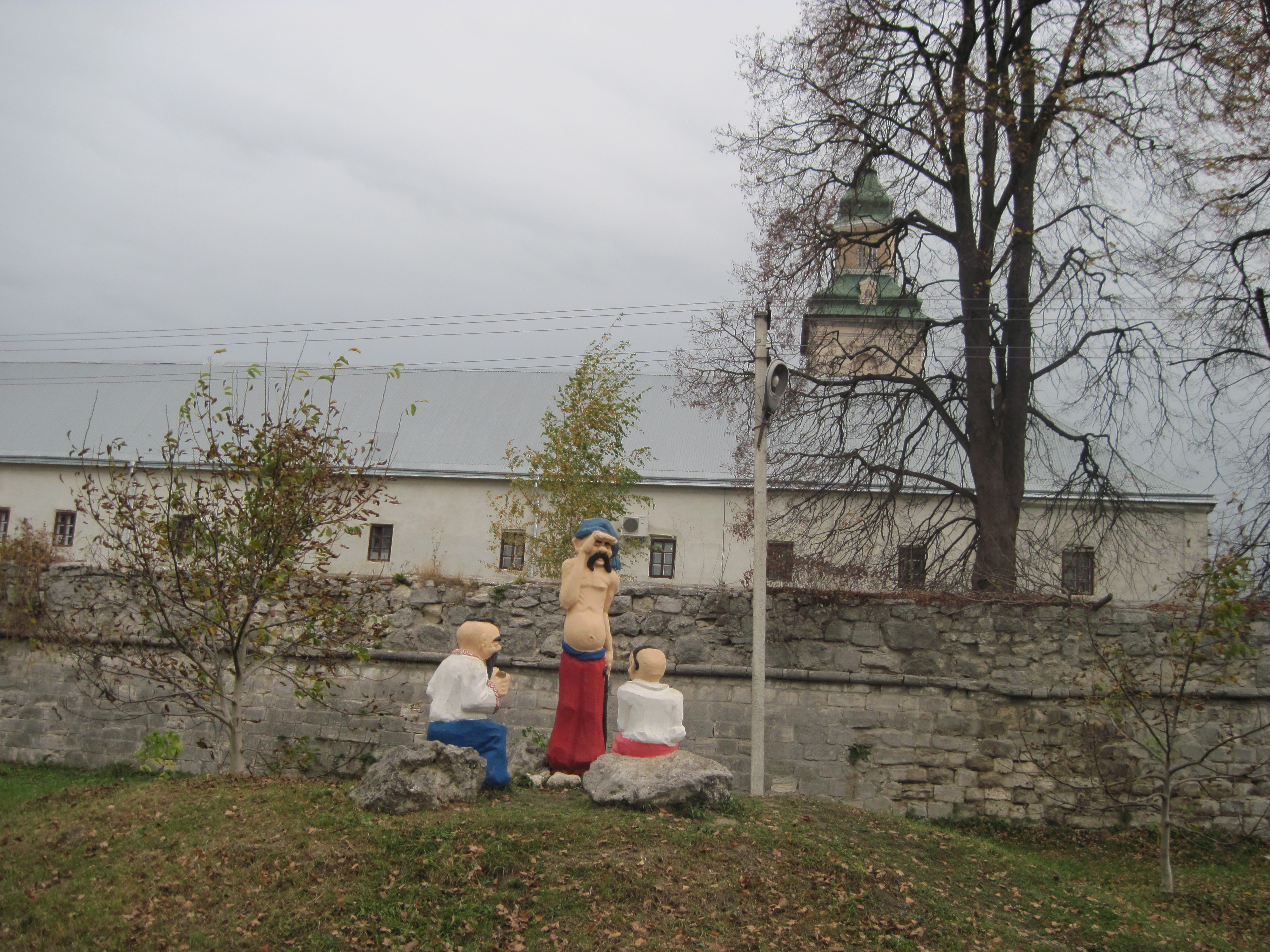
Kosacker i tidigare dominikanska klostret i Zbarazj.

Zbarazj (ukrainska: Збараж uttal (fil); polska: Zbaraż) är en stad i Ternopil oblast i västra Ukraina, i det historiska landskapet Volynien. Folkmängden uppgick till 14 052 invånare i början av 2016.

## Historia
Staden hette Zbaraż före 1939 då det tillhörde Polen mellan 1569 - 1772 och 1920 - 1939. Området tillföll Österrike 1772 vid delningen av Polen, och kom till det självständiga Polen efter första världskriget (1918). Från 1 november 1918 till juli 1919 tillhörde staden Västukrainska folkrepubliken.